# Blanco (Sänger)

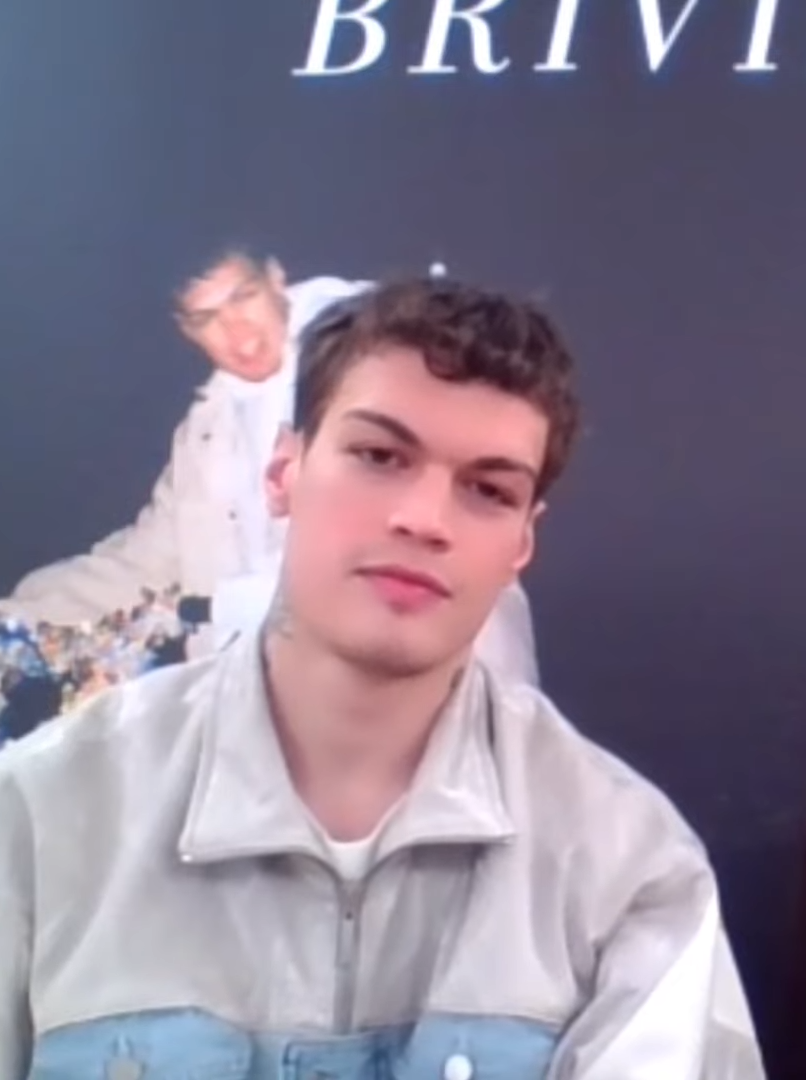
Blanco (2022)

Blanco (* 10. Februar 2003 in Brescia als Riccardo Fabbriconi) ist ein italienischer Sänger. Er gewann gemeinsam mit Mahmood das Sanremo-Festival 2022.

## Werdegang
Der Sänger stammt aus Calvagese della Riviera und wurde über SoundCloud und TikTok bekannt. 2020 wurde er von Island Records (Universal) unter Vertrag genommen und debütierte mit der Single Belladonna (adieu). Ein erster Streamingerfolg gelang ihm im selben Jahr mit Notti in Bianco. Es folgte die Single Ladro di Fiori. Stilistisch ist seine Musik von Hip-Hop und Punk geprägt. 2021 erreichte er durch seine Beteiligung an dem Lied La canzone nostra (mit Mace und Salmo) die Spitze der italienischen Singlecharts. Dies konnte er mit dem Lied Mi fai impazzire zusammen mit Sfera Ebbasta wiederholen.
Am 10. September 2021 erschien sein erstes Album mit dem Titel Blu celeste, das auf Anhieb die Chartspitze erreichte. Zudem wirkte er an der Single Nemesi von Marracash mit. Zusammen mit Mahmood ging er beim Sanremo-Festival 2022 mit dem Lied Brividi ins Rennen und konnte den Wettbewerb gewinnen. Das Duo vertrat darüber hinaus den Gastgeber Italien beim Eurovision Song Contest 2022 in Turin. Dort belegten sie im Finale den sechsten Platz. Einen weiteren Erfolg hatte Blanco in dem Jahr mit der Single Nostalgia.
Mit dem Lied L’isola delle rose meldete Blanco sich 2023 zurück. Er präsentierte es am ersten Abend des Sanremo-Festivals 2023, wobei sein aus dem Ruder gelaufener Auftritt für Kontroversen sorgte.

## Diskografie

### Alben
| Jahr | Titel Musiklabel                 | Höchstplatzierung, Gesamtwochen, AuszeichnungChartplatzierungen (Jahr, Titel, Musiklabel, Platzierungen, Wochen, Auszeichnungen, Anmerkungen) | Höchstplatzierung, Gesamtwochen, AuszeichnungChartplatzierungen (Jahr, Titel, Musiklabel, Platzierungen, Wochen, Auszeichnungen, Anmerkungen) | Höchstplatzierung, Gesamtwochen, AuszeichnungChartplatzierungen (Jahr, Titel, Musiklabel, Platzierungen, Wochen, Auszeichnungen, Anmerkungen) | Anmerkungen                                                  |
| Jahr | Titel Musiklabel                 | IT | DE | CH | Anmerkungen                                                  |
| ---- | -------------------------------- | --- | --- | --- | ------------------------------------------------------------ |
| 2021 | Blu celeste Island Records (UMG) | IT1 ×7Siebenfachplatin · (159 Wo.)IT | — | CH11 (11 Wo.)CH | Erstveröffentlichung: 10. September 2021 Verkäufe: + 350.000 |
| 2023 | Innamorato Island Records (UMG)  | IT1 ×2Doppelplatin · (60 Wo.)IT | — | CH6 (4 Wo.)CH | Erstveröffentlichung: 13. April 2023 Verkäufe: + 100.000     |

### Singles
| Jahr | Titel Album                               | Höchstplatzierung, Gesamtwochen, AuszeichnungChartplatzierungen (Jahr, Titel, Album, Platzierungen, Wochen, Auszeichnungen, Anmerkungen) | Höchstplatzierung, Gesamtwochen, AuszeichnungChartplatzierungen (Jahr, Titel, Album, Platzierungen, Wochen, Auszeichnungen, Anmerkungen) | Höchstplatzierung, Gesamtwochen, AuszeichnungChartplatzierungen (Jahr, Titel, Album, Platzierungen, Wochen, Auszeichnungen, Anmerkungen) | Anmerkungen |
| Jahr | Titel Album                               | IT | DE | CH | Anmerkungen |
| --- | ----------------------------------------- | --- | --- | --- | --- |
| 2020 | Notti in bianco Blu celeste               | IT2 ×7Siebenfachplatin · (95 Wo.)IT | — | — | Erstveröffentlichung: 23. Juli 2020 Verkäufe: + 700.000                                                             |
| 2020 | Ladro di fiori Blu celeste                | IT16 ×2Doppelplatin · (17 Wo.)IT | — | — | Erstveröffentlichung: 20. Oktober 2020 Verkäufe: + 200.000                                                          |
| 2021 | La canzone nostra OBE                     | IT1 ×6Sechsfachplatin · (81 Wo.)IT | — | — | Erstveröffentlichung: 6. Januar 2021 Verkäufe: + 600.000; mit Mace & Salmo                                          |
| 2021 | Paraocchi Blu celeste                     | IT3 ×4Vierfachplatin · (55 Wo.)IT | — | — | Erstveröffentlichung: 25. Februar 2021 Verkäufe: + 400.000                                                          |
| 2021 | Dio perdonami –                           | IT48 Gold · (2 Wo.)IT | — | — | Erstveröffentlichung: 27. Mai 2021 Verkäufe: + 35.000; mit Drast                                                    |
| 2021 | Mi fai impazzire –                        | IT1 ×9Neunfachplatin · (90 Wo.)IT | — | CH56 (10 Wo.)CH | Erstveröffentlichung: 16. Juni 2021 Verkäufe: + 900.000; mit Sfera Ebbasta                                          |
| 2021 | Blu celeste                               | IT1 ×3Dreifachplatin · (37 Wo.)IT | — | — | Erstveröffentlichung: 10. September 2021 Verkäufe: + 300.000                                                        |
| 2021 | Finché non mi seppelliscono Blu celeste   | IT3 ×5Fünffachplatin · (62 Wo.)IT | — | — | Erstveröffentlichung: 12. November 2021 Verkäufe: + 500.000                                                         |
| 2022 | Brividi –                                 | IT1 ×8Achtfachplatin · (62 Wo.)IT | DE— aDE | CH1 (14 Wo.)CH | Erstveröffentlichung: 2. Februar 2022 Verkäufe: + 800.000; mit Mahmood                                              |
| 2022 | Nostalgia –                               | IT2 ×4Vierfachplatin · (41 Wo.)IT | — | — | Erstveröffentlichung: 3. Juni 2022 Verkäufe: + 400.000                                                              |
| 2023 | L’isola delle rose Innamorato             | IT5 ×2Doppelplatin · (19 Wo.)IT | — | CH42 (2 Wo.)CH | Erstveröffentlichung: 27. Januar 2023 Verkäufe: + 200.000                                                           |
| 2023 | Un briciolo di allegria Innamorato        | IT1 ×5Fünffachplatin · (50 Wo.)IT | — | — | Erstveröffentlichung: 12. April 2023 Verkäufe: + 500.000; feat. Mina                                                |
| 2023 | Bon ton 10                                | IT1 ×5Fünffachplatin · (59 Wo.)IT | — | CH87 (1 Wo.)CH | Erstveröffentlichung: 23. Juni 2023 Verkäufe: + 500.000 mit Drillionaire & Lazza feat. Sfera Ebbasta & Michelangelo |
| 2023 | Bruciasse il cielo Innamorato             | IT5 Platin · (15 Wo.)IT | — | — | Erstveröffentlichung: 9. November 2023 Verkäufe: + 100.000                                                          |
| 2024 | Desnuda –                                 | IT58 (1 Wo.)IT | — | — | Erstveröffentlichung: 20. Juni 2024                                                                                 |
| 2025 | Piangere a 90 –                           | IT1 Gold · (… Wo.)IT | — | — | Erstveröffentlichung: 8. Mai 2025 Verkäufe: + 100.000                                                               |
| 2025 | Maledetta rabbia –                        | IT18 (… Wo.)IT | — | — | Erstveröffentlichung: 19. Juni 2025                                                                                 |
| Folgende Lieder erschienen nicht als Single, wurden aber durch das Album zum Download und Streaming bereitgestellt und konnten somit eine Platzierung erlangen: |                                           | | | | |
| |                                           | | | | |
| 2021 | Tutti muoiono Madame                      | IT28 Gold · (2 Wo.)IT | — | — | Verkäufe: + 70.000 Madame feat. Blanco                                                                              |
| 2021 | Sai cosa c’è Blu celeste                  | IT4 Platin · (13 Wo.)IT | — | — | Verkäufe: + 70.000                                                                                                  |
| 2021 | Lucciole Blu celeste                      | IT5 ×2Doppelplatin · (18 Wo.)IT | — | — | Verkäufe: + 200.000                                                                                                 |
| 2021 | Mezz’ora di sole Blu celeste              | IT6 Platin · (10 Wo.)IT | — | — | Verkäufe: + 100.000                                                                                                 |
| 2021 | Figli di puttana Blu celeste              | IT8 Platin · (6 Wo.)IT | — | — | Verkäufe: + 100.000                                                                                                 |
| 2021 | Pornografia (Bianco paradiso) Blu celeste | IT10 Platin · (9 Wo.)IT | — | — | Verkäufe: + 100.000                                                                                                 |
| 2021 | Afrodite Blu celeste                      | IT15 Platin · (6 Wo.)IT | — | — | Verkäufe: + 100.000                                                                                                 |
| 2021 | David Blu celeste                         | IT19 Gold · (5 Wo.)IT | — | — | Verkäufe: + 35.000                                                                                                  |
| 2021 | Nemesi Noi, loro, gli altri               | IT4 ×2Doppelplatin · (22 Wo.)IT | — | — | Verkäufe: + 200.000; Marracash feat. Blanco                                                                         |
| 2023 | Lacrime di piombo Innamorato              | IT10 Gold · (7 Wo.)IT | — | — | Verkäufe: + 50.000                                                                                                  |
| 2023 | Innamorato                                | IT16 Gold · (4 Wo.)IT | — | — | Verkäufe: + 50.000                                                                                                  |
| 2023 | Giulia Innamorato                         | IT23 (2 Wo.)IT | — | — | |
| 2023 | Anima tormentata Innamorato               | IT27 (2 Wo.)IT | — | — | |
| 2023 | Scusa Innamorato                          | IT32 (2 Wo.)IT | — | — | |
| 2023 | Ancora, ancora, ancora Innamorato         | IT33 (2 Wo.)IT | — | — | |
| 2023 | Fotocopia Innamorato                      | IT34 (2 Wo.)IT | — | — | |
| 2023 | Raggi del sole Innamorato                 | IT47 (1 Wo.)IT | — | — | |
| 2023 | Vada come vada Innamorato                 | IT48 (1 Wo.)IT | — | — | |
| 2023 | La mia famiglia Innamorato                | IT53 (1 Wo.)IT | — | — | |
| 2024 | Adrenalina L’angelo del male              | IT13 Platin · (12 Wo.)IT | — | — | Erstveröffentlichung: 12. April 2024 Verkäufe: + 100.000; Baby Gang feat. Blanco & Marracash                        |

Weitere Singles
- 2020: Belladonna (adieu) (IT: Gold; Verkäufe: + 35.000)

## Auszeichnungen für Musikverkäufe
Anmerkung: Auszeichnungen in Ländern aus den Charttabellen bzw. Chartboxen sind in ebendiesen zu finden.
| Land/RegionAuszeichnungen für Musikverkäufe (Land/Region, Auszeichnungen, Verkäufe, Quellen) | Gold     | Platin       | Verkäufe  | Quellen |
| -------------------------------------------------------------------------------------------- | -------- | ------------ | --------- | ------- |
| Italien (FIMI)                                                                               | 7× Gold7 | 80× Platin80 | 7.805.000 | fimi.it |
| Insgesamt                                                                                    | 7× Gold7 | 80× Platin80 |           |         |

## Belege
1. ↑  Mauro Tomelli: Blanco: «Niente etichette, io sto bene così». In: Vanity Fair. 19. September 2021, abgerufen am 14. Februar 2022 (italienisch).
2. ↑  Chi è Blanco, il cantante di ‘La canzone nostra’ con Mace e Salmo. In: Sky TG24. 13. Januar 2021, abgerufen am 25. Januar 2021 (italienisch).
3. ↑  Claudio Cabona: Blanco: indole punk, parti rappate e mutande bianche. In: Rockol.it. 4. November 2020, abgerufen am 25. Januar 2021 (italienisch).
4. ↑  Mahmood & Blanco win 'Festival di Sanremo' and will represent Italy. In: Eurovision.tv. 6. Februar 2022, abgerufen am 6. Februar 2022 (englisch).
5. ↑  Sanremo 2023, Blanco distrugge le rose sul palco. Sky TG24, 8. Februar 2023, abgerufen am 4. April 2023 (italienisch).
6. 1 2  Chartquellen: Archivio classifiche Top Singoli. FIMI, abgerufen am 21. November 2024 (italienisch). CH
7. ↑  Single Trending Charts. In: mtv.de. GfK Entertainment, 20. Mai 2022, abgerufen am 21. Mai 2022.

| Personendaten    | Personendaten                      |
| ---------------- | ---------------------------------- |
| NAME             | Blanco                             |
| ALTERNATIVNAMEN  | Fabbriconi, Riccardo (Geburtsname) |
| KURZBESCHREIBUNG | italienischer Sänger               |
| GEBURTSDATUM     | 10. Februar 2003                   |
| GEBURTSORT       | Brescia, Italien                   |